# World Cup Football
World Cup Football, anche intitolato World Cup, è un videogioco di calcio pubblicato nel 1984 per Commodore 64 e ZX Spectrum e nel 1985 per Amstrad CPC e Commodore 16 dall'editrice britannica Artic Computing.
Nel 1985 uscì anche un seguito per Commodore 64 intitolato World Cup II in copertina, ma sempre World Cup a video, che differisce dalla prima versione per la grafica più elaborata, con calciatori molto più grandi. World Cup II uscì anche con il titolo World Cup Soccer in Nordamerica, nella raccolta su disco Sports Simulation Games (ShareData, 1987) insieme a The Big KO. Il titolo World Cup II venne utilizzato anche da una riedizione economica per Commodore 16 della MicroValue, identica a World Cup.
Il motore di gioco di World Cup venne completamente riutilizzato, con alcune aggiunte, in World Cup Carnival, che uscì per gli stessi quattro computer nel 1986. Nel caso del Commodore 64 venne riutilizzata la versione World Cup II.

## Modalità di gioco
La visuale sul campo, ampio circa come tre schermi, è in prospettiva dal lato più lungo, con scorrimento orizzontale. Nella versione World Cup II per Commodore 64 è presente anche un breve scorrimento verticale. Una partita può essere giocata da due giocatori umani in competizione oppure da un giocatore contro il computer. I calciatori in campo sono 5 per squadra oltre al portiere e le partite durano circa tre minuti reali, poi inizia un tempo supplementare indefinito dove vince chi fa il primo gol.
Il controllo è limitato ai movimenti direzionali e all'uso del pulsante o tasto di fuoco per calciare nella direzione di marcia, senza distinzioni tra tipi di tiro. Nelle versioni Commodore 16 e World Cup II per Commodore 64 il pulsante permette anche di cambiare il calciatore attualmente controllato, evidenziato dal colore, con quello più vicino alla palla; nelle altre versioni la selezione è automatica. Per rubare palla all'avversario ci si deve soltanto passare sopra, non esistono mosse difensive come le scivolate. Calcio d'angolo, rimessa laterale e rinvio da fondo campo vengono sempre battuti automaticamente. I compagni di squadra attualmente non controllati, a parte i posizionamenti generali, stanno completamente fermi.
Nella maggior parte delle versioni si può affrontare una partita singola oppure un campionato del mondo cominciando dagli ottavi di finale (quarti su Amstrad). Ogni giocatore umano può scegliere la propria squadra da una rosa di squadre nazionali, mentre gli altri partecipanti sono controllati dal computer. Su Commodore 16 è disponibile solo la partita singola, su World Cup II per Commodore 64 solo il campionato (dai quarti).